# Silke Trekel
Silke Trekel (* 14. Januar 1969 in Rostock) ist eine deutsche Goldschmiedin und Künstlerin.

## Leben
Trekel wurde 1969 in der Hansestadt Rostock geboren. Sie absolvierte zwischen 1987 und 1989 eine Ausbildung zur Edelmetall-Facharbeiterin am VEB Ostsee-Schmuck Ribnitz-Damgarten. 1991 startete sie ein Studium an der Burg Giebichenstein und spezialisierte sich auf das Fachgebiet Schmuck, das sie 1997 mit einem Diplom abschloss. Im Jahr 1994 studierte sie sechs Monate am Lasalle-College of the Arts in Singapur. Zwischen den Jahren 2004 und 2018 wirkte sie als Gastdozentin an verschiedenen Kunstuniversitäten in London, Legnica, Nagakute und Cardiff. Seit 2018 ist sie als wissenschaftliche Mitarbeiterin im Bereich Fachdidaktik Kunst am Zentrum für Lehrerbildung der Technischen Universität Chemnitz tätig.

## Werk
Geometrische, architektonische und botanische prägen Trekels Schmuckstücke. Ihr Werkstoff ist Metall und Porzellan. In jüngster Zeit hat sie sich von der japanischen Kunst und Kultur inspirieren lassen.
Vor allem stellt Silke Trekel Halsschmuck und Broschen her, die sie in 6 Kategorien einordnet:
- Slings and loops
- foldings
- moving pictures
- balance
- uniformity and irritation
- circle and square

## Preise
- 2015 Artist in Residence, AICHI University of the Arts
- 2014 First prize, Premio Fondazione Cominelli, Cisano di San Felice del Benaco
- 2013 Grassipreis der Galerie Slavik Vienna
- 2010 International work grant, International Studio & Curatorial Program (ISCP)
- 2007 Artist in Residence, Jakob Bengel Stiftung / Fachhochschule Trier, Campus Idar-Oberstein

### Ausstellungen
- 2023: Deutsches Goldschmiedehaus Hanau
- 2023: Galerie des Bayerischen Kunstgewerbevereins, München
- 2022: Galerie Viceversa, Lausanne
- 2021 Museum Pfalzgalerie Kaiserslautern
- 2019: Inebrychoff Art Museum, Finnish National Gallery, Helsinki
- 2019: Galerie Marzee, Nijmegen
- 2016: Oratorio di San Rocco, Padua
- 2014: Stadtmuseum Halle
- 2011: Gallery Hnoss, Göteborg